# Фуфии
Фу́фии (лат. Fufii) — древнеримский плебейский род, представители которого, упоминаемые древними писателями, относятся к сравнительно позднему времени. Из Фуфиев наиболее известны:
- Квинт Фуфий Кален (ум. 40 до н. э.) — народный трибун 61 года до н. э., единомышленник Клодия и Гая Юлия Цезаря. Благодаря покровительству последнего Квинт смог добиться претуры на 59 до н. э., причём в том году ему удалось провести судебный закон, в силу которого три сословия, участвовавшие в суде присяжных, должны были голосовать отдельно. В последний год галльской и во время междоусобной войн Фуфий состоял при Цезаре легатом, исполняя возлагавшиеся на него поручения: так, он, по возвращении Цезаря из Испании, должен был переправить в Эпир вслед за будущим диктатором остаток войска; ещё до битвы при Фарсале он прошёл по Ахее и взял города — Дельфы, Фивы и Орхомен, позднее Афины, Мегары и Патры. В 47 году до н. э. он, благодаря поддержке Цезаря, был проведён в консулы. После гибели Юлия Цезаря Фуфий выказал себя сторонником Марка Антония, но по окончании Перузинской войны (41 год до н. э.), как раз когда ему пришлось столкнуться с пасынком покойного диктатора, юным Октавианом, он внезапно умер. Согласно Аппиану, именно Квинт Фуфий спас попавшего в проскрипционные списки известного полигистора, престарелого Марка Теренция Варрона[1];
- Луций Фуфий Кален (ум. после 64 до н. э.), сенатор и предполагаемый старший брат предыдущего. Участвовал в качестве свидетеля в процессе Гая Верреса в 70 году до н. э. и в качестве обвинителя — в процессе Квинта Муция в 64 до н. э[2].;
- Фуфий Гемин (I в. до н. э.), наместник Паннонии при императоре Августе[1];
- Гай Фуфий Гемин — консул-суффект 2 года до н. э. Возможно, сын или племянник предыдущего;
- Гай Фуфий Гемин (ум. 31), родной сын предыдущего, ординарный консул 29 года, при Тиберии пользовавшийся расположением Ливии Друзиллы, но казнённый этим императором. Казнена была и его мать, Виция, за то, что оплакивала судьбу сына[1].

## Ссылка
- Фуфии // Энциклопедический словарь Брокгауза и Ефрона : в 86 т. (82 т. и 4 доп.). — СПб., 1890—1907.